# Ipochira perlata
Ipochira perlata är en skalbaggsart som beskrevs av Francis Polkinghorne Pascoe 1864. Ipochira perlata ingår i släktet Ipochira och familjen långhorningar. Inga underarter finns listade i Catalogue of Life.